# 波琳娜·博格塞維奇

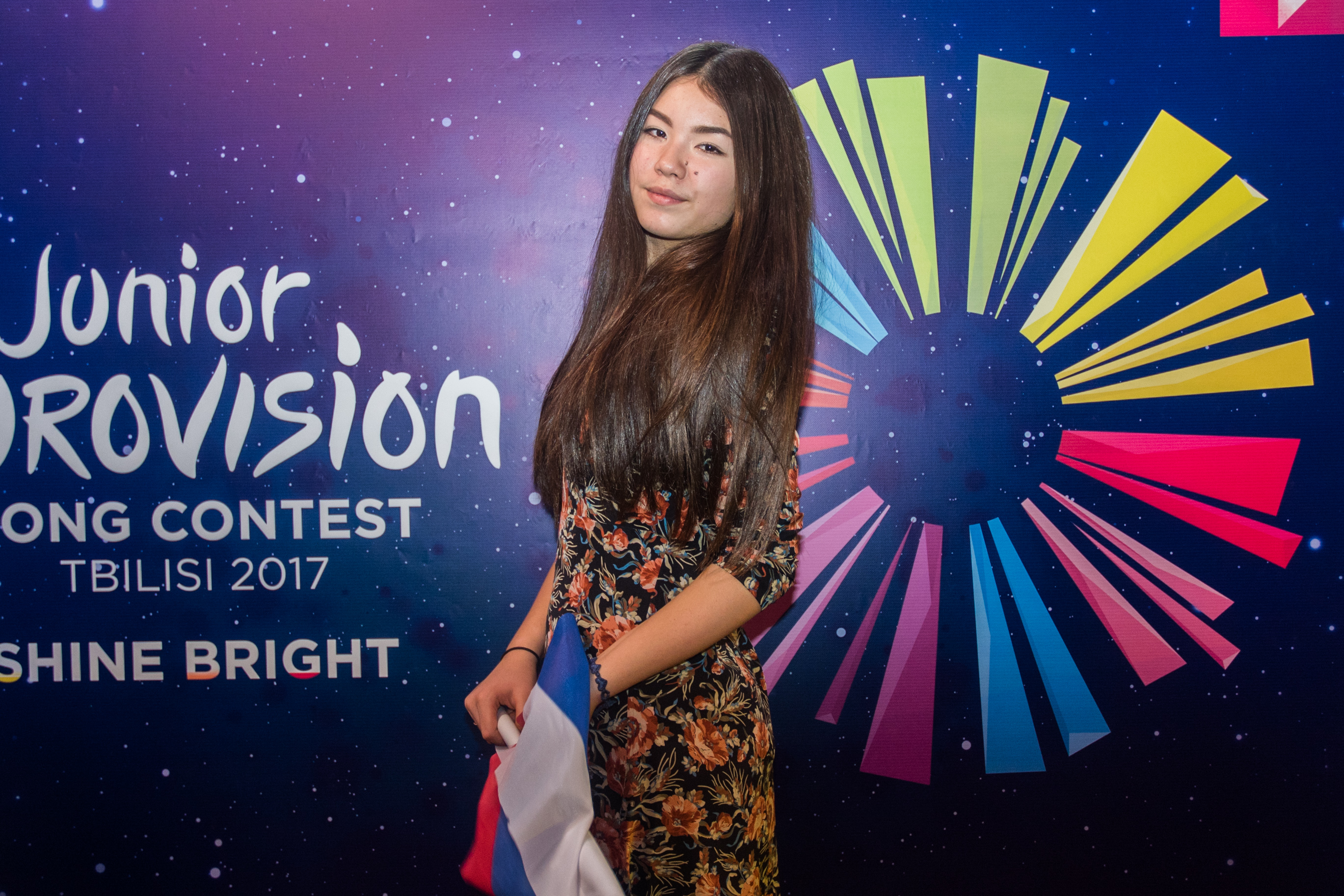
波琳娜·博格塞維奇於2017年歐洲青少年歌唱大賽

波琳娜·謝爾蓋耶芙娜·博格塞維奇（俄語：Полина Сергеевна Богусевич；2003年7月4日—），俄羅斯歌手。她代表俄羅斯在2017年歐洲青少年歌唱大賽以“翅膀”一曲贏得比賽。她是繼2006年的托爾瑪琪夫雙胞胎姐妹後，第二位贏得歐洲青年歌唱大賽冠軍的俄羅斯選手。